# Leptecho helicothecus
Leptecho helicothecus är en nattsländeart som beskrevs av Scott 1958. Leptecho helicothecus ingår i släktet Leptecho och familjen långhornssländor. Inga underarter finns listade i Catalogue of Life.